# Granada (provins)
Granada er en provins i det sydlige Spanien i den østlige del af den autonome region Andalusien. Den omgives af provinserne Almería, Murcia, Albacete, Jaén, Córdoba, Málaga og Middelhavet. Provinsens hovedstad er Granada.
Provinsen er et turistområde, især kendt for slottet Alhambra fra da maurerne regerede denne del af Spanien.